# بيتر شيري
بيتر شيري (بالإنجليزية: Peter Cherrie)‏ هو لاعب كرة قدم بريطاني في مركز حراسة المرمى، ولد في 1 أكتوبر 1983 في بلزهيل ‏ في المملكة المتحدة. لعب مع أردريونيانز ونادي آير يونايتد ونادي دوندالك ونادي كلايد ونادي كليفتونفيل.

## وصلات خارجية
- بيتر شيري على موقع قاعدة بيانات كرة القدم.إي يو (الإنجليزية)
- بيتر شيري على موقع Soccerbase.com (لاعب) (الإنجليزية)
- بيتر شيري على موقع عالم كرة القدم.نت (الإنجليزية)
- بيتر شيري على موقع AS.com (الإسبانية)